# Po tamtej stronie (serial telewizyjny 1963)
Po tamtej stronie (ang. The Outer Limits) – amerykański serial fantastyczny. Pierwsze dwie serie (49 odcinków) zrealizowano w latach 1963–1965 (w technice czarno-białej), a od 1995 do 2002 powstało następnych 154 odcinków w siedmiu seriach tego cyklu. Nowe odcinki nadawała także Telewizja Polska.

## Analiza
Po tamtej stronie składa się z samodzielnych odcinków o długości 45-50 minut, które zwykle nie mają ze sobą nawzajem związku, poza nielicznymi powracającymi czasem rekwizytami i postaciami (np. tajemniczy fotograf). Każdy epizod rozpoczyna się charakterystycznym tekstem wprowadzającym, wspólnym dla całej serii, a następnie jest ujęty w krótki komentarz na początku i na końcu właściwego filmu, który podkreśla dylematy moralne przedstawione w danym odcinku.
Tematyka serialu dotyczy zachowania zwykłych ludzi, którzy znaleźli się w niezwykłych, fantastycznych sytuacjach. Poszczególne filmy często nawiązują do współczesnych problemów, takich jak np. klonowanie i rola techniki w codziennym życiu, ale dotykają też uniwersalnych aspektów ludzkiej natury. Atmosfera serii jest dosyć mroczna, ale nie pozbawiona pozytywnych elementów.
Charakterystyczną dla tego serialu cechą jest brak stałej obsady (niektórzy aktorzy sporadycznie pojawiają się w tych samych bądź innych rolach). Kiedy więc w przypadku innych seriali wiadome jest, iż główni bohaterowie wyjdą bez szwanku z największych nawet tarapatów, tak w "Po tamtej stronie" wcale tak być nie musi. Skutkiem tego, widz nigdy nie wie, jak skończy się dany odcinek; jest to produkcja, której twórcy nie kładą nacisku na szczęśliwe zakończenie za wszelką cenę. To, jak i mnogość poruszanych w owym serialu tematów powoduje, że jest on trudno przewidywalny i skłania do refleksji.

## Obsada

### lata 60.
- Bob Johnson jako głos spoza ekranu (11 odcinków)[1]
- Ben Wright (4)
- William Douglas (4)
- Robert Culp (3)
- Robert Duvall (3)
- John Hoyt (3)
- Ivan Dixon (3)
- Edward Platt (3)
- Robert Fortier (3)
- Ted de Corsia (3)
- Jason Wingreen (3)
- Willard Sage (3)
- Douglas Henderson (3)

W mniejszych rolach i epizodach wystąpili m.in.: Martin Landau, Leonard Nimoy, Sally Kellerman, Donald Pleasence, William Shatner, Barry Morse, Michael Ansara, Martin Sheen, Cliff Robertson, James Doohan, Bruce Dern, Edward Asner.

### lata 90.
- Kevin Conway jako narrator (119 odcinków)[3]
- Alex Diakun (9)
- William Douglas (8)
- Garvin Cross (7)
- Larry Musser (6)
- Kavan Smith (6)
- Nathaniel DeVeaux (5)
- Scott Swanson (5)
- Tom Butler (5)
- Andrew Airlie (5)
- Kristin Lehman (4)
- David McNally (4)
- William deVry (4)

W mniejszych rolach i epizodach wystąpili m.in.: Robert Patrick, Saul Rubinek, Donnelly Rhodes, Michael Ontkean, Jason Gray-Stanford, Michael Ironside, Grace Park, Thora Birch, Josh Brolin, Marlee Matlin, Beau Bridges, Lloyd Bridges, John Savage, Perry King, Clancy Brown, Neil Patrick Harris, Bonnie Bedelia, Brent Spiner, Sheena Easton, Kim Cattrall, Stephen Lang, Casper Van Dien, Ron Perlman, Nana Visitor, Lou Diamond Phillips, Maria Conchita Alonso, Melissa Gilbert, Cynthia Geary, Joe Pantoliano, Leland Orser, Cliff Robertson, Megan Gallagher, Robert Sean Leonard, Stacy Keach, Gary Busey, Sherilyn Fenn, Tom Arnold, Matt Craven, Megan Follows, Graham Greene, Robert Joy, Bruce Boxleitner, Cicely Tyson, Rebecca De Mornay, Alyssa Milano, Leonard Nimoy, Pat Morita, Rene Auberjonois, Brandy Ledford, Kelly McGillis, Hélène Joy, Kirsten Dunst, Natasha Henstridge, Robert Picardo, Joan Chen, Malcolm McDowell, David Ogden Stiers, Robert Loggia, John Heard, Mark Hamill, Xander Berkeley, Fred Savage, Jason Priestley, Marina Sirtis, Lindsay Crouse, John Amos, Esai Morales, Barry Corbin, Cynthia Nixon, Bill Smitrovich, CCH Pounder, John de Lancie, M. Emmet Walsh, Meat Loaf, Charlton Heston, Rekha Sharma, Robert Duncan McNeill.